# Gnomidolon basicoeruleum
Gnomidolon basicoeruleum är en skalbaggsart som beskrevs av Martins 1962. Gnomidolon basicoeruleum ingår i släktet Gnomidolon och familjen långhorningar.
Artens utbredningsområde är:
- Costa Rica.
- El Salvador.
- Guatemala.

Inga underarter finns listade i Catalogue of Life.